# Seznam románských rotund v Česku
Toto je seznam předrománských a románských rotund v Česku.

## Dochované
1. Rotunda Nanebevzetí Panny Marie v Plavči
2. Rotunda Narození Panny Marie v Holubicích
3. Rotunda sv. Barbory v Častohosticích
4. Rotunda sv. Jana Křtitele v Pravoníně
5. Rotunda sv. Jana Křtitele ve Zborovech
6. Rotunda sv. Jiří v Hradešíně
7. Rotunda sv. Jiří v Lukově
8. Rotunda sv. Jiří na Řípu
9. Rotunda sv. Kateřiny v České Třebové
10. Rotunda sv. Kateřiny ve Znojmě
11. Rotunda sv. Kříže Menšího na Starém Městě v Praze
12. Rotunda sv. Longina na Novém Městě v Praze
13. Rotunda sv. Martina a Prokopa v Karlíku
14. Rotunda sv. Martina v Kostelci u Křížků
15. Rotunda sv. Martina na Vyšehradě v Praze
16. Rotunda sv. Máří Magdalény v Přední Kopanině v Praze
17. Rotunda sv. Máří Magdalény v Šebkovicích
18. Rotunda sv. Michala v Moravských Budějovicích
19. Rotunda sv. Mikuláše ve Vrapicích
20. Rotunda sv. Oldřicha v Hrádku
21. Rotunda sv. Ondřeje ve Vranově nad Dyjí
22. Rotunda sv. Petra a Pavla na Budči
23. Rotunda sv. Petra a Pavla ve Starém Plzenci
24. Rotunda sv. Petra a Pavla v Želkovicích
25. Rotunda sv. Václava v Jažlovicích
26. Rotunda sv. Václava v Libouni
27. Rotunda sv. Václava ve Štěpkově
28. Rotunda sv. Václava v Týnci nad Sázavou
29. Rotunda sv. Václava ve Vranově

* Rotundy na Moravě tvoří souvislý pás s těmito dolnorakouskými rotundami na sever od Dunaje:
1. Burgschleinitz
2. Drosendorf
3. Gars am Kamp
4. Hadersdorf
5. Hardegg
6. Kühnring
7. Mistelbach
8. Pulkau
9. Thaya
10. Zwettl

## Zaniklé

### Velká Morava (předrománské)
- VI. mikulčický kostel (dvouapsidový) v NKP Mikulčice-Valy
- VII. mikulčický kostel v NKP Mikulčice-Valy
- IX. mikulčický kostel (se čtyřmi nikami uvnitř) v NKP Mikulčice-Valy
- rotunda neznámého zasvěcení na Pohansku u Břeclavi

### Praha
- Rotunda sv. Jana Evangelisty na Vyšehradě
- Rotunda sv. Jana Křtitele v Praze na Malé Straně, bývalý farní kostel vsi Obora
- Rotunda sv. Pankráce v Krušině zhruba na místě dnešního kostela svatého Pankráce
- Rotunda sv. Václava v Praze na Malé Straně na místě jezuitského profesního domu
- Rotunda sv. Vavřince v Praze na Starém Městě, na místě bývalého kostela sv. Anny
- Rotunda sv. Víta na Pražském hradě
- rotunda neznámého zasvěcení v Praze - Dolních Chabrech (nahradil ji kostel Stětí svatého Jana Křtitele)

### Čechy
- Rotunda sv. Desideria v Lysé nad Labem
- Rotunda sv. Jiří v Klatovech
- Rotunda sv. Klementa na Levém Hradci (nahradil ji kostel téhož zasvěcení)
- Rotunda (nebo kostel) sv. Petra a Pavla v Dubé
- rotunda neznámého zasvěcení v Lokti (zachovalé zdivo pláště je dnes součástí hradu Loket)
- rotunda neznámého zasvěcení v Nové Bystřici (nahradil ji kostel sv. Petra a Pavla)

### Morava
- Rotunda sv. Pantaleona v Pustiměři
- Rotunda sv. Václava v Bítově (zatopena v roce 1933 při napuštění Vranovské přehrady)
- rotunda neznámého zasvěcení (pravděpodobně Panny Marie) v Brně na Starém Brně
- rotunda neznámého zasvěcení v Brně v dnešní Vídeňské ulici (vinárna Rockwine)
- rotunda sv. Hipolyta na Hradišti u Znojma
- rotunda neznámého zasvěcení v Jemnici-Podolí u kostela sv. Jakuba (zachována válcová věž)
- rotunda neznámého zasvěcení v Olomouci (základy jsou zachovány pod obchodním domem Prior u kostela svatého Mořice)
- Rotunda sv. Jiří v Tasově
- rotunda sv. Michala v místech kostela svatého Michaela archanděla ve Starém Městě